# Lithocarpus bicoloratus
Lithocarpus bicoloratus là một loài thực vật có hoa trong họ Fagaceae. Loài này được (Elmer) A.Camus mô tả khoa học đầu tiên năm 1931.